# Wolfgang Lehner (Informatiker)
Wolfgang Martin Josef Lehner (* 8. Januar 1969 in Vilseck) ist ein deutscher Informatiker. Seit 2002 ist er Universitätsprofessor am Institut für Systemarchitektur und leitet die Forschungsgruppe Datenbanksysteme an der Technischen Universität Dresden.

## Leben
Lehner war Schüler und Abiturient am Max-Reger-Gymnasium Amberg. 1998 schloss er seine Promotion (Dr.-Ing.) an der Friedrich-Alexander-Universität Erlangen-Nürnberg ab. Seine Dissertation zum Thema Anfrageverarbeitung in multidimensionalen Datenbanksystemen wurde von Hartmut Wedekind betreut. Im Jahr 2001 wurde ihm nach Abschluss seiner Habilitation (venia legendi) zum Thema Subskriptionssysteme als Basis omnipräsenter Informationssysteme an der Friedrich-Alexander-Universität Erlangen-Nürnberg der Titel Privatdozent verliehen. Seit 2002 ist er Professor für Datenbanken und Direktor des Instituts für Systemarchitektur an der TU Dresden. Seit 2024 ist er außerdem Professor am Department of Computer Science der Aalborg Universität, Dänemark.
Von 1998 bis 1999 war Wolfgang Lehner Gastwissenschaftler an der Business Intelligence (BI) Group IBM Almaden Research Center in San José (USA) sowie 2004 und 2006 zu Forschungsaufenthalten bei Microsoft Research in Washington/USA. 2012 war er Gastwissenschaftler bei SAP Labs, Palo Alto sowie anschließend zu einem längeren Forschungsaufenthalt an der University of Waterloo, Ontario/Kanada.
Wolfgang Lehner war Mitglied in den Programm-Komitees von Konferenzen mit Bezug zu Daten-Management wie ACM SIGMOD, PVLDB, ICDE, EDBT, CIKM, ER. Er ist Gutachter für Journals mit Bezug zur Datenbank-Forschung wie TKDE, ACM TODS, VLDBJ. sowie für nationale und internationale Forschungsinstitutionen.

## Gremientätigkeiten
Seit 2023 ist Wolfgang Lehner berufenes Mitglied der wissenschaftlichen Kommission des Wissenschaftsrats. Von 2019 bis 2024 war Wolfgang Lehner gewähltes Mitglied des Senatsausschusses für Sonderforschungsbereiche und Mitglied im Bewilligungsausschuss der Deutschen Forschungsgemeinschaft (DFG). Von 2012 bis 2018 war er gewähltes Mitglied des Fachkollegiums Informatik der DFG, als dessen Sprecher er von 2015 bis 2018 tätig war.
Seit 2014 ist Wolfgang Lehner Mitglied des Verwaltungsrats der SLUB – Sächsische Landesbibliothek – Staats- und Universitätsbibliothek Dresden. Von 2006 bis 2014 war er Sprecher des Kuratoriums der SLUB.
Als gewähltes Mitglied ist er seit 2014 in der Academia Europaea vertreten.
Seit 2016 ist Lehner Mitglied des PVLDB Advisory Committee. Seit 2019 ist er Managing Director und Vorsitzender des PVLDB Advisory Committee. Von 2012 bis 2019 war er gewähltes Mitglied des VLDB Endowment Board of Trustees. Zudem war er Mitglied des Editorial Boards des VLDB Journals (2005 – 2011). Im Februar 2023 wurde er Mitglied des Wissenschaftsrats.

## Ehrungen und Auszeichnungen
- 2021 Förderung im Reinhart-Koselleck Programm der Deutschen Forschungsgemeinschaft (DFG).[14][15]
- 2021 Facebook Next-Generation Data Infrastructure Award[16]
- 2019 ACM SIGMOD Research Highlight Award[17]
- 2017 ACM SIGMOD Distinguished Program Committee Member
- 2016 ACM SIGMOD Best Demonstration Award
- 2013 SAP Innovation Recognition Award für Forschungstransfer in SAP HANA
- 2012 IBM Smarter Planet Innovation Award: Data Management in Smart Grids
- 2010 NVIDIA Professor Partnership Award
- 2006 IBM Faculty Award

## Publikationen
Die dblp Computer Science Bibliography listet mehr als 500 Forschungspublikationen unter der Autorenschaft von Wolfgang Lehner in Konferenz-Proceedings und internationalen Zeitschriften.